# ناقلات قطر
شركة ناقلات قطر ( شركة قطر لنقل الغاز المحدودة) هي شركة قطرية للشحن البحري توفر رابط النقل الأساسي في سلسلة التوريد للغاز الطبيعي المسال في دولة قطر. أسطول الشحن للغاز الطبيعي المسال هو الأكبر في العالم، ويضم 69 سفينة. تمتلك الشركة أيضًا وحدة واحدة لإعادة تنظيم التخزين العائم و 4 ناقلات غاز البترول المسال الكبيرة جدًا . من خلال إدارة السفن الداخلية، تدير ناقلات وتدير ناقلات الغاز الطبيعي المسال الأربعة الضخمة و 18 ناقلة للغاز الطبيعي المسال.

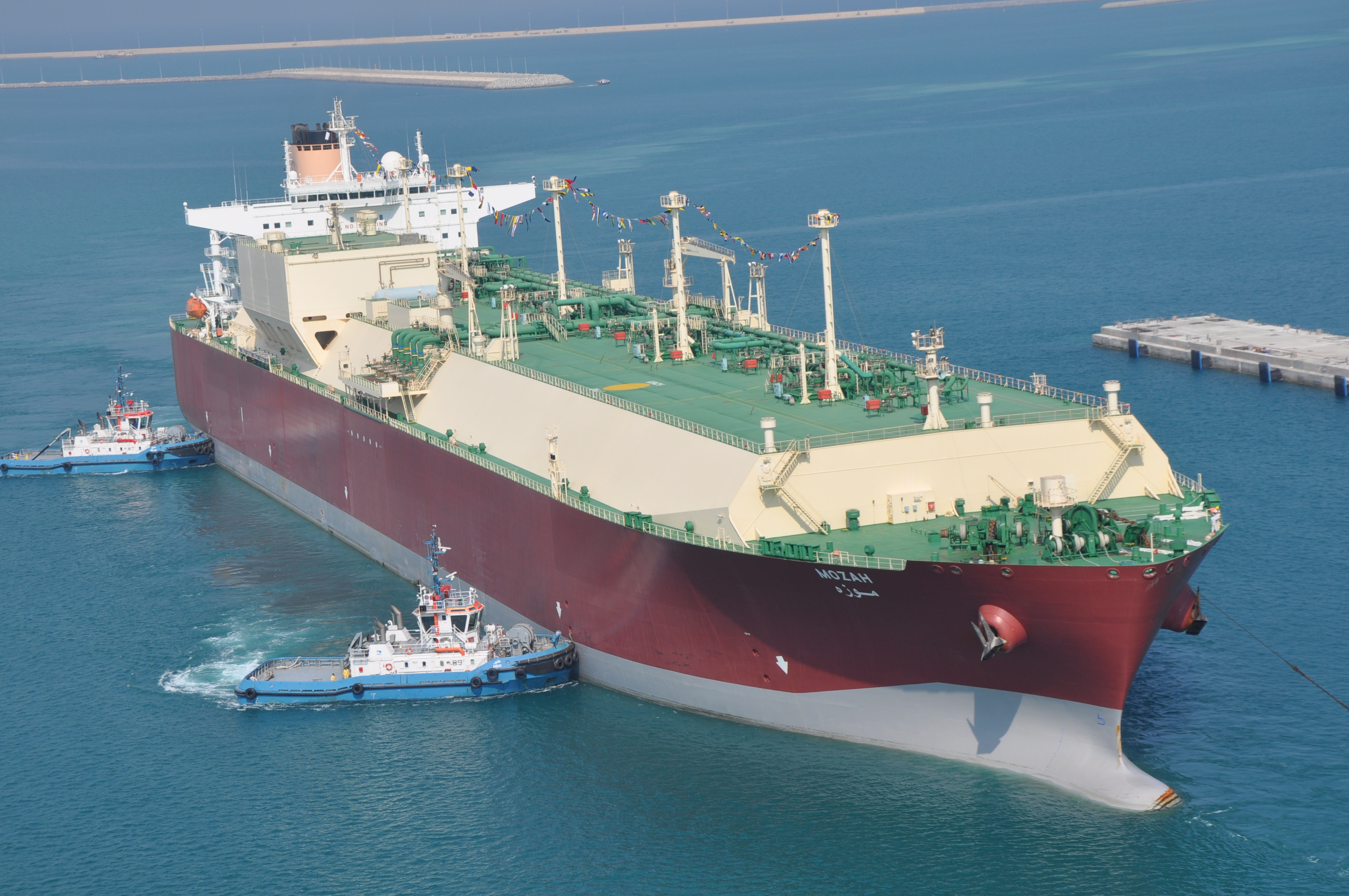
موزة ، سفينة ناقلات الرائدة ، في رأس لفان

## روابط خارجية
- الموقع الرسمي
- ناقلات ضامن لأحواض بناء السفن قطر
- نخيلات كيبل البحرية والبحرية